# Dance and Love
Dance and Love (o Dance&Love) è un'etichetta discografica italiana, fondata nel 2010 a Torino dal dj e produttore Gabry Ponte.
Ha prodotto tra l'altro i brani Tacatà dei Tacabro, Panico Paura, Beat On My Drum e Skyride.
Tra gli artisti più conosciuti che hanno collaborato con l'etichetta, oltre a Gabry Ponte, figurano Hotfunkboys, Pitbull, Mastiksoul, i Tacabro, gli Eiffel 65, e numerosi altri artisti italiani ed internazionali (DJ Matrix, LUM!X, Besford, Manu LJ, SPOJUS).
L'etichetta, oltre alla produzione musicale, propria e non, si occupa di produrre i video per le stesse, creando quindi un'etichetta di nuovo stampo indie, del tutto indipendente dalle major.